# Teatro Luigi Mercantini
Il teatro Luigi Mercantini di Ripatransone è uno dei numerosi teatri storici delle Marche. La struttura è collocata all'interno del trecentesco palazzo del Podestà. Ha un variopinto uditorio su pianta a U allungata, con tre ordini di palchi senza loggione. Possiede una capienza di circa 250 spettatori.

## Storia
Fin dal XVIII secolo i ripani sentirono il bisogno di mettersi alla pari di tutte le altre importanti città marchigiane, le quali disponevano di un teatro comunale. Per quanto ambiziosa però, l'ispirazione non trovava consensi specialmente nell'autorità religiosa e nel clero; un altro problema era l'impossibilità di trovare un'ubicazione dell'edificio che avrebbe ospitato il teatro. Successivamente l'idea di trasformare in teatro il palazzo del podestà venne a Pietro Paolo Neroni (1761-1840); egli la espose al podestà Damiano Bonomi il quale però, da accanito sostenitore della costruzione di un nuovo edificio, rifiutò.

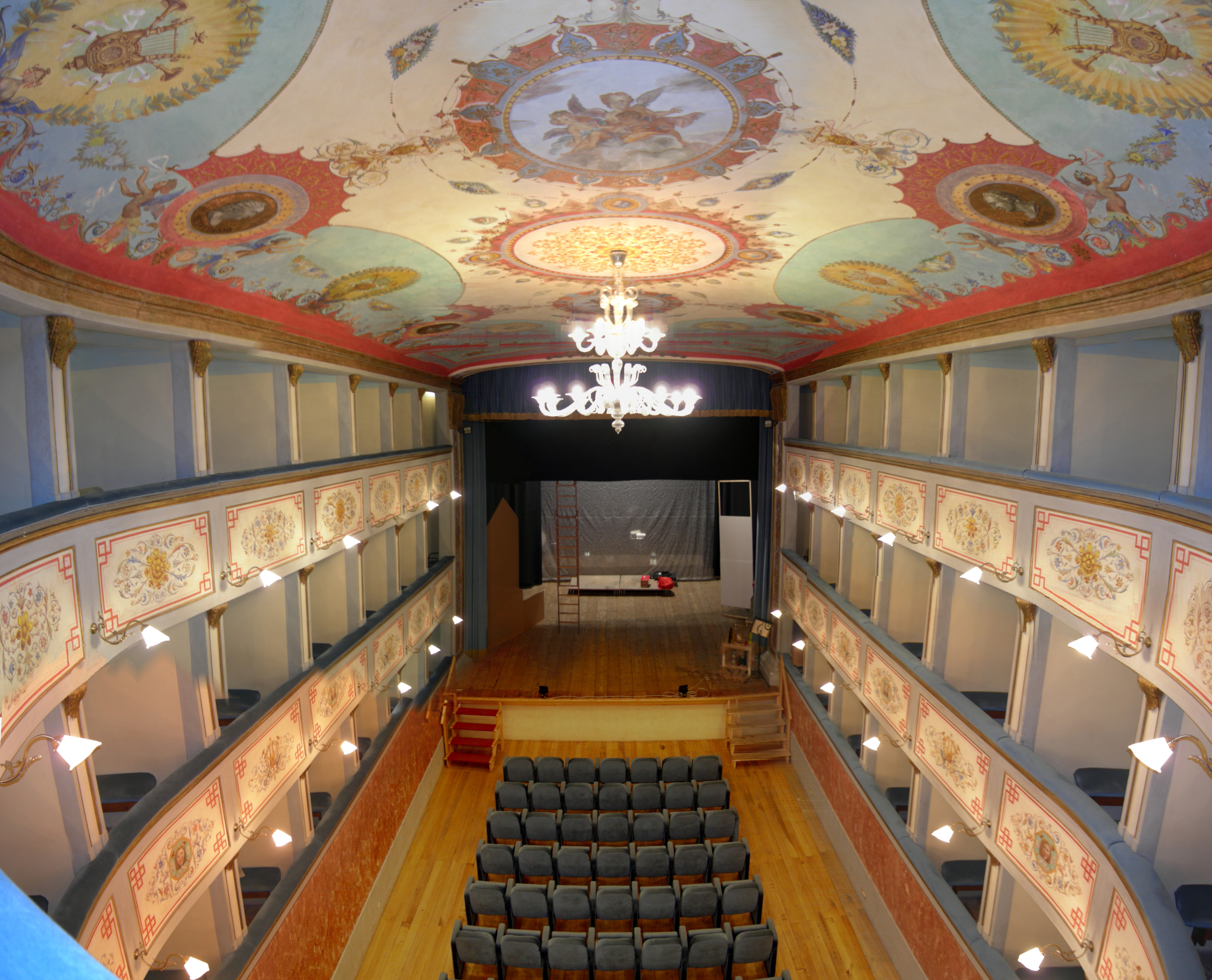
Panoramica sul teatro dal terzo ordine

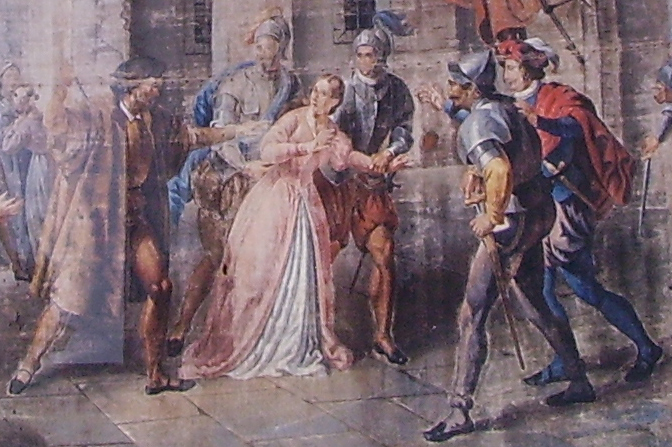
Particolare del sipario storico

Dopo la scadenza del mandato di quest'ultimo, divenne podestà proprio Neroni il quale finalmente riuscì a iniziare i lavori di trasformazione interna del palazzo trecentesco, lavori che però non vennero condotti con la giusta perizia e quindi provocarono un inesorabile pericolo di crollo dell'intero palazzo. Negli anni successivi, dopo la rimozione dall'incarico di Neroni per questo ed altri motivi, si provvide ad effettuare lavori seri ed efficaci di smantellamento dei locali, per lasciare il posto al futuro teatro.
Affidato al progetto dell'architetto Pietro Maggi fin dal 1790, il teatro fu inaugurato nel 1824 con il nome di "teatro del Leone", mentre era ancora in fase di ultimazione. I lavori, proseguiti dall'architetto Bassotti, terminarono definitivamente nel 1843. Un successivo ampliamento aumentò il numero dei palchi dagli iniziali 44 a 50. Nel 1894, infine, il teatro fu intitolato al poeta ripano Luigi Mercantini, amico di Garibaldi e autore di celebri liriche patriottiche. Nel 1956 le autorità stabilirono la chiusura del teatro poiché considerato inagibile. Lunghi ed accurati lavori di restauro sono cominciati nel 1980 e sono terminati nel 2000. Nel 2008 il teatro è stato chiuso per improrogabili lavori di manutenzione. È stato riaperto al pubblico il 14 aprile 2012 con una cerimonia alla quale hanno partecipato la Corale "Madonna di San Giovanni" e il Corpo Bandistico "Città di Ripatransone"; la sua gestione è stata affidata alla Fondazione "Luigi Mercantini".

## Interni
Sipario storico del teatro fu una tela dipinta nel 1811 dal pittore faleronese Giuseppe Ruffini, raffigurante il sacrificio dell'eroina ripana Virginia, la quale eroicamente si fece trafiggere dal padre piuttosto di consegnarsi ai soldati saccheggiatori spagnoli. La tela è tuttora conservata. Le decorazioni all'interno della struttura risalgono al 1875 e sono opera di Giovanni Micca.